# Матильда Брауншвейг-Люнебургская
Матильда Брауншвейг-Люнебургская (нем. Mechthild von Braunschweig-Lüneburg, пол. Matylda Brunszwicka-Lüneburga; 1276 — 26 апреля 1318) — немецкая аристократка, дочь Альбрехта I Великого, герцога Брауншвейг-Люнебургского и его супруги Алессины Монферратской. В браке с Генрихом III — княгиня Глоговская и Великопольская, после смерти мужа с 1309 по 1318 годы — владетельная княгиня Глогувская.

## Жизнь
В 1291 году Матильда вышла замуж за князя Генриха III Глоговского. Благодаря этому союзу Генрих III приобретал важного союзника в своей борьбе против Генриха V Брюхатого, князя Легницкого.
За время брака Матильда родила девять детей: пятерых сыновей и четырёх дочерей. После смерти Генриха III в 1309 году и несмотря на то, что её старший сын Генрих IV Верный был уже совершеннолетним, чтобы править самостоятельно, Матильда стала регентом владений своих детей до 1312 года. Глогувское княжество было завещано ей Генрихом III в качестве вдовьего удела, и она владела им до смерти.
Матильда умерла 26 апреля 1318 в Глогуве. После её смерти Глогув наследовали её сыновья Генрих IV и Пшемысл, которые правили им совместно до 1321 года, когда они разделили свои уделы, и Пшемысл стал править Глогувом единолично.

## Дети
- Генрих IV Верный (ок. 1292 — 22 января 1342), князь Сцинавский, Жаганьский, Глогувский и Великопольский
- Конрад I Олесницкий (ок. 1294 — 22 декабря 1366), князь Олесницкий, Жаганьский, Намыслувский и Великопольский
- Болеслав Олесницкий (ок. 1295 — до 23 апреля 1321), князь Олесницкий, Жаганьский, Намыслувский и Великопольский
- Агнесса (ок. 1296 — 25 декабря 1361), замужем сначала за Оттоном III Баварским, затем за Алрамом Халским
- Саломея (ок. 1297 — до 9 декабря 1309)
- Ян (ок. 1298 — 19 мая 1365),  князь Сцинавский, Жаганьский и Великопольский
- Катарина (ок. 1300 — 5 декабря 1323/1326), замужем сначала за Иоганном V Бранденбург-Зальцведельским, затем за Иоанном III Гольштейн-Плёнским
- Пшемысл (ок. 1305 — 11 января 1331),  князь Сцинавский, Жаганьский, Глогувский и Великопольский
- Хедвига (ок. 1308 — до декабря 1309)